# Paul Guillet
Pour les articles homonymes, voir Guillet.
Paul Guillet, marchand de Montréal, fut un négociant en fourrures du XVIIIe siècle en Nouvelle-France.

## Biographie
Le père de Paul Guillet, Mathurin Guillet, avait participé à l'expédition lancée en 1686 par la Compagnie du Nord et d'Iberville pour chasser les Anglais de la Baie d'Hudson, par la route du Fort Témiscamingue, placée sous les ordres du capitaine Pierre Chevalier de Troyes, avec une trentaine de soldats et de quelque 70 civils.
En 1720, un peu après les concessions aux Anglais du Traité d'Utrecht, Paul Guillet obtint un permis de traite pour la région de l'Abitibi-Témiscamingue, à la demande du gouverneur du Québec Vaudreuil. Il édifia un nouveau fort situé près du lac Témiscamingue, au sud de la ville actuelle de Ville-Marie, dont l'activité commerciale fut florissante jusqu'au début des années 1760. Les fourrures étaient revendues au directeur de la Ferme d'occident, François-Etienne Cugnet.
Il fut jusqu'à sa mort, en 1753, 1er personnage central de la traite des fourrures dans cette région. Associé à son beau‐frère, Jean‐Baptiste Cuillerier, ou successivement à d'autres voyageurs tels que Jean-Baptiste Godefroy, René de Couagne et Louis Leduc, Paul Guillet se rend ou envoie trois fois par an une équipée de quatre à cinq grands canots à Témiscamingue pendant la majeure partie de ce quart de siècle.
De 1739 à 1751, Nicolas Lanouillet et François-Étienne Cugnet touchent des droits de ferme sur les fourrures du Fort-Témiscamingue mais les exploitants demeurent Paul Guillet et son neveu Charles Héry. Au décès de Guillet, l’exploitation passe aux mains de son cousin, le marchand montréalais Jacques Lemoine, et des associés dont l’officier Charles Tarieu de la Naudière et le voyageur Antoine Lemaire.